# タイラー・スカッグス
- タイラー・スカッグス
- タイラー・スキャッグス

タイラー・ウェイン・スカッグス（Tyler Wayne Skaggs, 1991年7月13日 - 2019年7月1日）は、アメリカ合衆国カリフォルニア州サンタモニカ出身のプロ野球選手（投手）。左投左打。愛称はスワッギー（後述）。

## 経歴

### プロ入りと第一次エンゼルス時代
2009年のMLBドラフト1巡目（全体40位）でロサンゼルス・エンゼルス・オブ・アナハイムから指名され、入団。

### ダイヤモンドバックス時代
2010年7月25日にダン・ヘイレンとの1対4のトレードが成立し、スカッグスは後日発表選手として8月7日にアリゾナ・ダイヤモンドバックスへ移籍した。
2011年はオールスター・フューチャーズゲームに出場した。後半戦には2Aまで昇格。158イニングで198個の三振を奪い、トレバー・バウアーと共にダイヤモンドバックスの期待の星となる。
2012年8月22日のマーリンズ戦でメジャーデビューを果たし、7回途中を2失点で初登板初勝利を挙げた。

### 第二次エンゼルス時代
2013年オフの12月10日にダイヤモンドバックス、シカゴ・ホワイトソックス、エンゼルス間の三角トレードでエンゼルスに復帰した。
2014年8月10日にトミー・ジョン手術を受け、シーズンの残り試合の欠場が決まり、同年の12月にはリハビリにより2015年シーズンも全て欠場することが発表された。
2016年は2シーズンぶりにメジャーに復帰した。10試合に先発登板し、防御率4.17を記録。
2019年は開幕からローテションの一角として15試合に先発し、チームトップの7勝（7敗）を挙げていた。

### 突然の死
同年7月1日午後2時18分、テキサス・レンジャーズ戦に向けた遠征の際に宿泊先のホテルで意識不明状態で発見され、その後死亡が確認された。27歳没。同日の試合は中止となった。翌日、エンゼルスの選手全員がスカッグスの背番号45のユニフォームを着用し、試合開始前に黙祷が捧げられ、多くの関係者が彼の死を悼んだ。
7月9日に行われたMLBオールスターゲームの試合前に両軍の選手らがグラウンドに出て、スカッグスに黙祷を捧げた。また、エンゼルスから選出され、スカッグスとは同期入団だったマイク・トラウトは背番号45のユニフォームを着て試合に臨んだ。さらに両軍の監督、コーチ、選手らも胸に45番のバッジをつけ、スカッグスを追悼した。7月12日、スカッグスが急逝して以来初めてとなる本拠地での追悼試合で、エンゼルスの選手全員がスカッグスの背番号「45」と名前が記されたユニフォームを着用し、試合前の追悼セレモニーではスカッグスの母、デビーが始球式を行った。この試合でエンゼルスは継投によるノーヒットノーランを達成した。試合後、選手たちはマウンドへ足を運び、次々とユニフォームを脱いで盛り上がった場所に並べていった。プレートを清める選手もいれば、天を仰ぎ思いを馳せる選手もおり、思い思いの方法でスカッグスに別れを告げた。7月22日にアメリカ合衆国カリフォルニア州サンタモニカで追悼式が行われた。MLB選手会は「タイラー・スカッグス・ベースボール基金」へ4万5000ドル（約486万2000円）を寄付したと発表した。
8月30日にアメリカ合衆国テキサス州タラント郡の検視局はスカッグスの死因について「アルコール、（オピオイド鎮痛剤の）フェンタニルとオキシコドンによる中毒に伴う胃内容物の誤嚥であると発表した。オピオイドとアルコールによる酩酊状態で嘔吐、吐瀉物により窒息したと見られ、衣服に乱れが無かったため事件性はなく事故であると結論づけられた。遺族は検出された薬物の入手経路の解明を求める声明文を出したという。
2020年10月16日、スカッグスの死因となった薬物を提供し、死に関与したとして、元エンゼルス球団職員のエリック・ケイがテキサス州連邦当局から2つの容疑で起訴されたことにより、他殺と断定された。2022年10月11日、ケイに禁錮22年の有罪判決が言い渡された。

## 人物
NBAのロサンゼルス・レイカーズのファンであり、同チームに所属していたニック・ヤングの愛称であるスワッギー PのPを抜いたスワッギーがスカッグスの愛称である。
母親がメキシコ人であり第5回ワールド・ベースボール・クラシックにメキシコ代表として参加することも考えていた。

## 詳細情報

### 年度別投手成績
| 年 度    | 球 団    | 登 板 | 先 発 | 完 投 | 完 封 | 無 四 球 | 勝 利 | 敗 戦 | セ 丨 ブ | ホ 丨 ル ド | 勝 率 | 打 者 | 投 球 回 | 被 安 打 | 被 本 塁 打 | 与 四 球 | 敬 遠 | 与 死 球 | 奪 三 振 | 暴 投 | ボ 丨 ク | 失 点 | 自 責 点 | 防 御 率 | W H I P |
| -------- | -------- | ----- | ----- | ----- | ----- | -------- | ----- | ----- | -------- | ----------- | ----- | ----- | -------- | -------- | ----------- | -------- | ----- | -------- | -------- | ----- | -------- | ----- | -------- | -------- | ------- |
| 2012     | ARI      | 6     | 6     | 0     | 0     | 0        | 1     | 3     | 0        | 0           | .250  | 133   | 29.1     | 30       | 6           | 13       | 0     | 2        | 21       | 1     | 0        | 20    | 19       | 5.83     | 1.47    |
| 2013     | ARI      | 7     | 7     | 0     | 0     | 0        | 2     | 3     | 0        | 0           | .400  | 170   | 38.2     | 38       | 7           | 15       | 2     | 2        | 36       | 2     | 0        | 23    | 22       | 5.12     | 1.37    |
| 2014     | LAA      | 18    | 18    | 0     | 0     | 0        | 5     | 5     | 0        | 0           | .500  | 464   | 113.0    | 107      | 9           | 30       | 1     | 4        | 86       | 7     | 0        | 59    | 54       | 4.30     | 1.21    |
| 2016     | LAA      | 10    | 10    | 0     | 0     | 0        | 3     | 4     | 0        | 0           | .429  | 219   | 49.2     | 51       | 5           | 23       | 0     | 2        | 50       | 0     | 0        | 23    | 23       | 4.17     | 1.49    |
| 2017     | LAA      | 16    | 16    | 0     | 0     | 0        | 2     | 6     | 0        | 0           | .250  | 365   | 85.0     | 90       | 13          | 28       | 0     | 6        | 76       | 5     | 2        | 46    | 43       | 4.55     | 1.39    |
| 2018     | LAA      | 24    | 24    | 0     | 0     | 0        | 8     | 10    | 0        | 0           | .444  | 533   | 125.1    | 127      | 14          | 40       | 0     | 5        | 129      | 2     | 0        | 60    | 56       | 4.02     | 1.33    |
| 2019     | LAA      | 15    | 15    | 0     | 0     | 0        | 7     | 7     | 0        | 0           | .500  | 335   | 79.2     | 73       | 9           | 28       | 0     | 2        | 78       | 2     | 2        | 41    | 38       | 4.29     | 1.27    |
| MLB：7年 | MLB：7年 | 96    | 96    | 0     | 0     | 0        | 28    | 38    | 0        | 0           | .424  | 2219  | 520.2    | 516      | 63          | 177      | 3     | 23       | 476      | 19    | 4        | 272   | 255      | 4.41     | 1.33    |

- 2019年度シーズン終了時

### 背番号
- 37 (2012年 - 2013年)
- 45 (2014年 - 2019年)